# Davis Cup 2021
Davis Cup 2021, oficiálně se jménem sponzora Davis Cup by Rakuten 2021, byl 109. ročník nejdůležitější týmové soutěže mužů v tenise, do níž se přihlásilo 142 národních družstev. V důsledku koronavirové pandemie byl rozložen do dvou kalendářních let 2020 a 2021. Původně měl být dohrán v listopadu 2020. Globálním partnerem soutěže se podruhé stala japonská společnost zaměřená na elektronické obchodování Rakuten.
V rámci pokračujících změn Davis Cupu přijatých v srpnu 2018 na zasedání Mezinárodní tenisové federace v Orlandu, se podruhé hrálo kvalifikační kolo a finálový turnaj pro 18 účastníků na neutrální půdě. V roce 2020 se proměnil charakter 1. a 2. skupin tří kontinentálních zón, které byly v zářijovém termínu globalizovány do 1. a 2. světové skupiny, s předcházejícími dvěma březnovými barážemi. V každé světové skupině i baráži se konalo dvanáct vzájemných duelů do tří vítězných bodů ve dvou dnech, se čtyřmi dvouhrami a čtyřhrou jako v pořadí třetím utkáním. Kontinentální zóny 3. a 4. skupin byly zachovány ve formátu jednotýdenních základních bloků a barážové nástavby o konečné pořadí, s dvěma dvouhrami a jednou čtyřhrou, do dvou vítězných bodů. Všechny zápasy se konaly na dvě vítězné sady se závěrečným tiebreakem. Kapitán mohl do týmu nominovat až pět hráčů.
Obhájcem titulu bylo Španělsko, které vypadlo v základní skupině finálového turnaje. Vítězem se stalo Rusko hrající pod neutrálním statusem Ruské tenisové federace. Ve finálovém utkání porazilo Chorvatsko 2–0 na zápasy. Rusové získali třetí titul, když navázali na triumfy z let 2002 a 2006. Po listopadovém triumfu Ruské tenisové federace v Billie Jean King Cupu 2021 se Rusko stalo čtvrtou zemí v historii, která ovládla obě týmové soutěže v jediném kalendářním roce. Navázalo tak na Spojené státy, Austrálii a Česko.

## Harmonogram
V důsledku koronavirové pandemie Mezinárodní tenisová federace  26. června 2020 oznámila, že madridské finále bylo o rok odloženo. S přerušením probíhající tenisové sezóny v březnu 2020 nebyl již v daném roce odehrán žádný daviscupový zápas. Obě nově vytvořené 24členné Světové skupiny byly také posunuty na březen a září 2021. Rovněž tak 76 účastníků 3. a 4. skupin kontinentálních zón nastoupilo k utkáním až v roce 2021. Davis Cup 2020 se tak stal ročníkem hraným ve dvou kalendářních letech 2020 a 2021.
Prvním hracím termínem se stal 6. a 7. březen 2020, kdy se konalo kvalifikační kolo a baráže dvou světových skupin. V roce 2021 se odehrály jednotýdenní turnaje ve 3. a 4. kontinentálních zónách. V březnu a září 2021 proběhly vzájemné duely obou světových skupin. Finálový turnaj v Innsbrucku, Madridu a Turíně zakončil ročník mezi 25. listopadem až 5. prosincem 2021.

## Finále
- Místo konání: Innsbruck / Olympiahalle, Madrid / Madrid Arena, Turín / Pala Alpitour
- Datum: 25. listopadu – 5. prosince 2021
- Povrch: tvrdý (hala)

Finále se mělo původně konat mezi 22. až 28. listopadem 2020 v madridském areálu Caja Mágica na dvorcích s tvrdým povrchem. Kvůli koronavirové pandemii bylo o rok odloženo a rozloženo do tří evropských měst včetně Madridu, kde se dějištěm stala Madrid Arena.   
Finále se zúčastnilo osmnáct týmů:
- 4 semifinalisté finále 2019 (Kanada, Ruská tenisová federace, Španělsko, Velká Británie)
- 2 týmy na divokou kartu (Francie, Srbsko)[10]
- 12 vítězů kvalifikačního kola hraného v březnu 2020

| Účastníci | Účastníci     | Účastníci | Účastníci | Účastníci  | Účastníci      |
| Austrálie | Česko         | Ekvádor   | Francie   | Chorvatsko | Itálie         |
| Kanada    | Kazachstán    | Kolumbie  | Maďarsko  | Německo    | Rakousko       |
| Rusko     | Spojené státy | Srbsko    | Španělsko | Švédsko    | Velká Británie |
| --------- | ------------- | --------- | --------- | ---------- | -------------- |

### Formát
Finále probíhalo ve formátu šesti tříčlenných skupin. Vítězové a dva nejlepší týmy z druhých míst postupoupili do čtvrtfinále, od kterého se soutěž konala vyřazovacím systémem.
| Den                         | fáze             | týmů | informace                                   |
| --------------------------- | ---------------- | ---- | ------------------------------------------- |
| 25.–28. listopadu           | základní skupiny | 18   | 6 skupin po 3 týmech                        |
| 29. listopadu – 2. prosince | čtvrtfinále      | 8    | 6 vítězů skupin + 2 nejlepší z druhých míst |
| 3.–4. prosince              | semifinále       | 4    |                                             |
| 5. prosince                 | finále           | 2    | kvalifikované týmy do finále 2022           |

### Skupinová fáze
|  | postup do vyřazovací fáze |

| Skupina | 1. místo       | 1. místo | 1. místo | 1. místo | 2. místo  | 2. místo | 2. místo | 2. místo | 3. místo      | 3. místo | 3. místo | 3. místo |
| Skupina | tým            | MZ       | U        | S        | tým       | MZ       | U        | S        | tým           | MZ       | U        | S        |
| ------- | -------------- | -------- | -------- | -------- | --------- | -------- | -------- | -------- | ------------- | -------- | -------- | -------- |
| A       | RTF            | 2–0      | 5–1      | 11–5     | Španělsko | 1–1      | 4–2      | 9–7      | Ekvádor       | 0–2      | 0–6      | 4–12     |
| B       | Kazachstán     | 2–0      | 5–1      | 10–5     | Švédsko   | 1–1      | 4–2      | 9–4      | Kanada        | 0–2      | 0–6      | 2–12     |
| C       | Velká Británie | 2–0      | 4–2      | 8–5      | Francie   | 1–1      | 3–3      | 6–8      | Česko         | 0–2      | 2–4      | 7–8      |
| D       | Chorvatsko     | 2–0      | 5–1      | 11–3     | Austrálie | 1–1      | 2–4      | 6–10     | Maďarsko      | 0–2      | 2–4      | 6–10     |
| E       | Itálie         | 2–0      | 4–2      | 9–5      | Kolumbie  | 1–1      | 3–3      | 8–8      | Spojené státy | 0–2      | 2–4      | 5–9      |
| F       | Německo        | 2–0      | 4–2      | 8–5      | Srbsko    | 1–1      | 4–2      | 9–6      | Rakousko      | 0–2      | 1–5      | 4–10     |

### Vyřazovací fáze
|  | Čtvrtfinále              | Čtvrtfinále              | Čtvrtfinále              |                          |                      | Semifinále          | Semifinále          | Semifinále          |                     |                     | Finále              | Finále              | Finále              |                     |                     |
|  |                          |                          |                          |                          |                      |                     |                     |                     |                     |                     |                     |                     |                     |                     |                     |
|  | 2. prosince, Madrid      |                          |                          |                          |                      |                     |                     |                     |                     |                     |                     |                     |                     |                     |                     |
|  | 12                       | RTF                      | 2                        |                          |                      |                     |                     |                     |                     |                     |                     |                     |                     |                     |                     |
|  | 13                       | Švédsko                  | 0                        |                          |                      | 4. prosince, Madrid | 4. prosince, Madrid | 4. prosince, Madrid | 4. prosince, Madrid | 4. prosince, Madrid |                     |                     |                     |                     |                     |
|  |                          |                          |                          |                          | 12                   | RTF                 | 2                   |                     |                     |                     |                     |                     |                     |                     |                     |
|  | 30. listopadu, Innsbruck | 30. listopadu, Innsbruck | 30. listopadu, Innsbruck | 30. listopadu, Innsbruck |                      | 7                   | Německo             | 1                   |                     |                     |                     |                     |                     |                     |                     |
|  | 9                        | Velká Británie           | 1                        |                          |                      |                     |                     |                     |                     |                     |                     |                     |                     |                     |                     |
|  | 7                        | Německo                  | 2                        |                          |                      |                     |                     |                     |                     |                     | 5. prosince, Madrid | 5. prosince, Madrid | 5. prosince, Madrid | 5. prosince, Madrid | 5. prosince, Madrid |
|  |                          |                          |                          |                          |                      |                     |                     |                     |                     |                     | 12                  | RTF                 | 2                   |                     |                     |
|  | 29. listopadu, Turín     | 29. listopadu, Turín     | 29. listopadu, Turín     | 29. listopadu, Turín     | 29. listopadu, Turín |                     |                     |                     |                     |                     | 4                   | Chorvatsko          | 0                   |                     |                     |
|  | 8                        | Itálie                   | 1                        |                          |                      |                     |                     |                     |                     |                     |                     |                     |                     |                     |                     |
|  | 4                        | Chorvatsko               | 2                        |                          |                      | 3. prosince, Madrid | 3. prosince, Madrid | 3. prosince, Madrid | 3. prosince, Madrid | 3. prosince, Madrid |                     |                     |                     |                     |                     |
|  |                          |                          |                          |                          | 4                    | Chorvatsko          | 2                   |                     |                     |                     |                     |                     |                     |                     |                     |
|  | 1. prosince, Madrid      | 1. prosince, Madrid      | 1. prosince, Madrid      | 1. prosince, Madrid      |                      | 6                   | Srbsko              | 1                   |                     |                     |                     |                     |                     |                     |                     |
|  | 6                        | Srbsko                   | 2                        |                          |                      |                     |                     |                     |                     |                     |                     |                     |                     |                     |                     |
|  | 11                       | Kazachstán               | 1                        |                          |                      |                     |                     |                     |                     |                     |                     |                     |                     |                     |                     |

#### Finále: Ruská tenisová federace vs. Chorvatsko
| | Ruská tenisová federace | 2 :                                                       | 0     | Chorvatsko |    |            |
| --- | ----------------------- | --------------------------------------------------------- | ----- | ---------- | -- | ---------- |
| Madrid Arena, Madrid 5. prosince 2021 |                         |                                                           |       |            |    |            |
| \| \| \| \| 1. \| 2. \| 3. \| \| \| -- \| \| --------------------------------------------------------- \| ----- \| ---- \| -- \| ---------- \| \| 1. \| \| Andrej Rubljov Borna Gojo \| 6 4 \| 7 65 \| \| \| \| 2. \| \| Daniil Medveděv Marin Čilić \| 79 67 \| 6 2 \| \| \| \| 3. \| \| Aslan Karacev / Andrej Rubljov Nikola Mektić / Mate Pavić \| \| \| \| nehrálo se \| \| \| \| \| \| \| \| \| \| \| \| \| \| \| \| \| \| \| \| \| \| \| \| \| \| \| \| \| \| \| \| \| \| \| \| \| \| \| \| \| |                         |                                                           |       |            |    |            |
| |                         |                                                           | 1.    | 2.         | 3. |            |
| 1. |                         | Andrej Rubljov Borna Gojo                                 | 6 4   | 7 65       |    |            |
| 2. |                         | Daniil Medveděv Marin Čilić                               | 79 67 | 6 2        |    |            |
| 3. |                         | Aslan Karacev / Andrej Rubljov Nikola Mektić / Mate Pavić |       |            |    | nehrálo se |
| |                         |                                                           |       |            |    |            |
| |                         |                                                           |       |            |    |            |
| |                         |                                                           |       |            |    |            |
| |                         |                                                           |       |            |    |            |
| |                         |                                                           |       |            |    |            |

## Kvalifikační kolo
Kvalifikační kolo proběhlo 6.–7. března 2020. Nastoupilo do něj dvacet čtyři družstev, které vytvořily dvanáct párů. Los kvalifikačních dvojic se uskutečnil 24. listopadu 2019 během finálového turnaje v madridské aréně La Caja Mágica. Jednotlivé dvojice odehrály vzájemná mezistátní utkání. Jeden z členů dvojice hostil duel na domácí půdě. Dvanáct vítězů kvalifikačního kola postoupilo do listopadového finále 2021 v Madridu. Na dvanáct poražených čekala 1. světová skupina hraná v roce 2021.
Kvalifikačního kola se zúčastnilo dvacet čtyři týmů:
- 14 týmů z 5.–18. místa finále 2019
  - 2 týmy obdržely divokou kartu přímo do finále
- 12 vítězů baráže 1. skupin kontinentálních zón 2019

Nasazené týmy
- Argentina
- Austrálie
- Belgie
- Česko
- Chorvatsko
- Itálie
- Japonsko
- Kazachstán
- Německo
- Rakousko
- Spojené státy
- Švédsko

Nenasazené týmy
- Bělorusko
- Brazílie
- Ekvádor
- Chile
- Indie
- Jižní Korea
- Kolumbie
- Maďarsko
- Nizozemsko
- Slovensko
- Uruguay
- Uzbekistán

| Kvalifikační kolo – 6. a 7. března 2020 | Kvalifikační kolo – 6. a 7. března 2020 | Kvalifikační kolo – 6. a 7. března 2020 | Kvalifikační kolo – 6. a 7. března 2020 | Kvalifikační kolo – 6. a 7. března 2020 | Kvalifikační kolo – 6. a 7. března 2020 | Kvalifikační kolo – 6. a 7. března 2020 |
| Domácí                                  | výsledek                                | hosté                                   | místo konání                            | areál / hala                            | povrch                                  | zdroj                                   |
| --------------------------------------- | --------------------------------------- | --------------------------------------- | --------------------------------------- | --------------------------------------- | --------------------------------------- | --------------------------------------- |
| Chorvatsko [1]                          | 3–1                                     | Indie                                   | Záhřeb                                  | Dom Sportova                            | tvrdý (h)                               | [ 13 ]                                  |
| Maďarsko                                | 3–2                                     | Belgie [2]                              | Debrecín                                | Főnix Hall                              | antuka (h)                              | [ 14 ]                                  |
| Kolumbie                                | 3–1                                     | Argentina [3]                           | Bogotá                                  | Palacio de los Deportes                 | antuka (h)                              | [ 15 ]                                  |
| Spojené státy [4]                       | 4–0                                     | Uzbekistán                              | Honolulu                                | Neal S. Blaisdell Center                | tvrdý (h)                               | [ 16 ]                                  |
| Austrálie [5]                           | 3–1                                     | Brazílie                                | Adelaide                                | Memorial Drive Tennis Centre            | tvrdý                                   | [ 17 ]                                  |
| Itálie [6]                              | 4–0                                     | Jižní Korea                             | Cagliari                                | Circolo Tennis Cagliari                 | antuka                                  | [ 18 ]                                  |
| Německo [7]                             | 4–1                                     | Bělorusko                               | Düsseldorf                              | Castello Düsseldorf                     | tvrdý (h)                               | [ 19 ]                                  |
| Kazachstán [8]                          | 3–1                                     | Nizozemsko                              | Nur-Sultan                              | Národní tenisové centrum Daulet         | tvrdý (h)                               | [ 20 ]                                  |
| Slovensko                               | 1–3                                     | Česko [9]                               | Bratislava                              | AXA Aréna NTC                           | antuka (h)                              | [ 21 ]                                  |
| Rakousko [10]                           | 3–1                                     | Uruguay                                 | Premstätten                             | Steiermarkhalle Schwarzlsee             | tvrdý (h)                               | [ 22 ]                                  |
| Japonsko [11]                           | 0–3                                     | Ekvádor                                 | Miki                                    | Bourbon Beans Dome                      | tvrdý (h)                               | [ 23 ]                                  |
| Švédsko [12]                            | 3–1                                     | Chile                                   | Stockholm                               | Kungliga tennishallen                   | tvrdý (h)                               | [ 24 ]                                  |

## 1. světová skupina
Zápasy 1. světové skupiny se odehrály mezi 5.–6. březnem 2021 a 17.–18. či 18.–19. zářím 2021.  Nastoupilo do ní dvacet čtyři družstev, které vytvořily dvanáct párů. Jednotlivé dvojice odehrály dvoudenní vzájemná mezistátní utkání ve formátu na tři vítězné body (čtyři dvouhry a čtyřhra). Jeden z členů dvojice hostil duel na domácí půdě. Osm nejvýše postavených vítězů na žebříčku ITF postoupilo do kvalifikačního kola 2022 a na všechny poražené čekala účast v baráži 1. světové skupiny 2022. Čtyři nejníže postavení vítězové vytvořili páry v listopadovém vyřazovacím kole 1. světové skupiny 2021. Dva vítězové se připojili k účastníkům kvalifikačního kola 2022 a poražení sestoupili do baráže 1. světové skupiny 2022.
1. světové skupiny se zúčastnilo dvacet čtyři týmů:
- 12 poražených týmů z kvalifikačního kola 2021.
- 12 vítězných týmů z baráže 1. světové skupiny 2021.

Nasazené týmy
- Belgie (4.)
- Argentina (16.)
- Japonsko (19.)
- Nizozemsko (20.)
- Chile (21.)
- Indie (22.)
- Uzbekistán (25.)
- Brazílie (26.)
- Jižní Korea (27.)
- Portugalsko (28.)
- Bosna a Hercegovina (29.)
- Izrael (30.)

Nenasazené týmy
- Slovensko (31.)
- Uruguay (32.)
- Finsko (33.)
- Pákistán (34.)
- Ukrajina (35.)
- Libanon (36.)
- Nový Zéland (37.)
- Peru (38.)
- Bolívie (40.)
- Rumunsko (41.)
- Bělorusko (42.)
- Norsko (45.)

Žebříček ITF k 9. březnu 2020.
| 1. světová skupina | 1. světová skupina | 1. světová skupina       | 1. světová skupina      | 1. světová skupina                     | 1. světová skupina | 1. světová skupina |
| Domácí             | výsledek           | hosté                    | místo konání            | areál / hala                           | povrch             |                    |
| ------------------ | ------------------ | ------------------------ | ----------------------- | -------------------------------------- | ------------------ | ------------------ |
| Bolívie            | 2–3                | Belgie [1]               | Asunción (Paraguay)     | Rakiura Resort                         | antuka             |                    |
| Argentina [2]      | 4–1                | Bělorusko                | Buenos Aires            | Buenos Aires Lawn Tennis Club          | antuka             |                    |
| Pákistán           | 0–4                | Japonsko [3]             | Islámábád               | Pakistan Sports Complex                | tráva              |                    |
| Uruguay            | 0–4                | Nizozemsko [4]           | Montevideo              | Carrasco Lawn Tenis Club               | antuka             |                    |
| Slovensko          | 3–1                | Chile [5]                | Bratislava              | AXA aréna NTC                          | tvrdý (hala)       |                    |
| Finsko             | 3–1                | Indie [6]                | Espoo                   | Espoo Metro Areena                     | tvrdý (hala)       |                    |
| Norsko             | 3–1                | Uzbekistán [7]           | Oslo                    | Oslo Tennis Arena                      | tvrdý (hala)       |                    |
| Libanon            | 0–4                | Brazílie [8]             | Džunija                 | Automobile and Touring Club of Lebanon | antuka             |                    |
| Nový Zéland        | 1–3                | Jižní Korea [9]          | Newport (Spojené státy) | Mezinárodní tenisová síň slávy         | tráva              |                    |
| Rumunsko           | 3–1                | Portugalsko [10]         | Kluž                    | Sala Sporturilor Horia Demian          | tvrdý (hala)       |                    |
| Peru               | 3–2                | Bosna a Hercegovina [11] | Lima                    | Club Lawn Tennis de la Exposición      | antuka             |                    |
| Ukrajina           | 3–2                | Izrael [12]              | Kyjev                   | Marina Tennis Club                     | tvrdý (hala)       |                    |

### Baráž
Baráž 1. světové skupiny se konala 6.–7. března 2020. Nastoupilo do ní dvacet čtyři družstev, které vytvořily dvanáct párů. Jednotlivé dvojice odehrály dvoudenní vzájemná mezistátní utkání ve formátu na tři vítězné body (čtyři dvouhry a čtyřhra). Jeden z členů dvojice hostil duel na domácí půdě. Vítězové postoupili do 1. světové skupiny a na poražené čeká účast ve 2. světové skupině hrané v roce 2021.
Baráže se zúčastnilo dvacet čtyři týmů:
- 12 poražených týmů z baráží 1. skupin kontinentálních zón 2019.
- 12 vítězných týmů z baráží 2. skupin kontinentálních zón 2019.

Nasazené týmy
- Barbados
- Bosna a Hercegovina
- Čína
- Dominikánská republika
- Finsko
- Izrael
- Libanon
- Pákistán
- Portugalsko
- Švýcarsko
- Ukrajina
- Venezuela

Nenasazené týmy
- Bolívie
- Jižní Afrika
- Litva
- Mexiko
- Norsko
- Nový Zéland
- Peru
- Rumunsko
- Slovinsko
- Thajsko
- Tchaj-wan
- Turecko

| Baráž 1. světové skupiny – 6. a 7. března 2020 | Baráž 1. světové skupiny – 6. a 7. března 2020 | Baráž 1. světové skupiny – 6. a 7. března 2020 | Baráž 1. světové skupiny – 6. a 7. března 2020 | Baráž 1. světové skupiny – 6. a 7. března 2020 | Baráž 1. světové skupiny – 6. a 7. března 2020 | Baráž 1. světové skupiny – 6. a 7. března 2020 |
| Domácí                                         | výsledek                                       | hosté                                          | místo konání                                   | areál / hala                                   | povrch                                         | zdroj                                          |
| ---------------------------------------------- | ---------------------------------------------- | ---------------------------------------------- | ---------------------------------------------- | ---------------------------------------------- | ---------------------------------------------- | ---------------------------------------------- |
| Ukrajina                                       | 3–2                                            | Tchaj-wan                                      | Záporoží                                       | Palác sportů                                   | tvrdý (h)                                      | [ 26 ]                                         |
| Pákistán                                       | 0–0                                            | Slovinsko                                      | Islámábád                                      | Pákistánský sportovní komplex                  | tráva                                          | [ 27 ]                                         |
| Bolívie                                        | 3–1                                            | Dominikánská republika                         | Santa Cruz de la Sierra                        | Club de Tenis Santa Cruz                       | antuka                                         | [ 28 ]                                         |
| Turecko                                        | 1–3                                            | Izrael                                         | Antalya                                        | Club Megasaray Tennis Centre                   | antuka                                         | [ 29 ]                                         |
| Bosna a Hercegovina                            | 3–1                                            | Jižní Afrika                                   | Zenica                                         | Arena Zenica                                   | tvrdý (h)                                      | [ 30 ]                                         |
| Mexiko                                         | 2–3                                            | Finsko                                         | Metepec                                        | Club Deportivo La Asunción                     | antuka                                         | [ 31 ]                                         |
| Libanon                                        | 3–1                                            | Thajsko                                        | Džunija                                        | Automobile and Touring Club of Lebanon         | antuka                                         | [ 32 ]                                         |
| Nový Zéland                                    | 3–1                                            | Venezuela                                      | Auckland                                       | ASB Tennis Centre                              | tvrdý                                          | [ 33 ]                                         |
| Peru                                           | 3–1                                            | Švýcarsko                                      | Lima                                           | Club Lawn Tennis de la Exposición              | antuka                                         | [ 34 ]                                         |
| Norsko                                         | 4–0                                            | Barbados                                       | Oslo                                           | Tenisová aréna Oslo                            | tvrdý (h)                                      | [ 35 ]                                         |
| Litva                                          | 0–4                                            | Portugalsko                                    | Šiauliai                                       | Tenisová akademie Šiauliai                     | tvrdý (h)                                      | [ 36 ]                                         |
| Rumunsko                                       | bez boje                                       | Čína                                           | Piatra Neamț                                   | Sala Polyvalenta                               | tvrdý (h)                                      | [ 37 ]                                         |

### Vyřazovací kolo
Vyřazovací kolo 1. světové skupiny Davis Cupu 2021 představovalo dva mezistátní tenisové zápasy hrané mezi 26.–28. listopadem 2021. Jeho vítězové se připojili k účastníkům kvalifikačního kola 2022 a dva poražení sestoupili do baráže 1. světové skupiny 2022.
Vyřazovacího kola se zúčastnily čtyři týmy:
- 4 nejníže postavení vítězové 1. světové skupiny 2021

Nasazené týmy
- Ukrajina (33.)
- Peru (35.)

Nasazené týmy
- Rumunsko (40.)
- Norsko (43.)

Žebříček ITF k 20. září 2021.
| Vyřazovací kolo 1. světové skupiny | Vyřazovací kolo 1. světové skupiny | Vyřazovací kolo 1. světové skupiny | Vyřazovací kolo 1. světové skupiny | Vyřazovací kolo 1. světové skupiny | Vyřazovací kolo 1. světové skupiny | Vyřazovací kolo 1. světové skupiny |
| Domácí                             | výsledek                           | hosté                              | místo konání                       | areál / hala                       | povrch                             |                                    |
| ---------------------------------- | ---------------------------------- | ---------------------------------- | ---------------------------------- | ---------------------------------- | ---------------------------------- | ---------------------------------- |
| Norsko                             | 3–1                                | Ukrajina [1]                       | Oslo                               | Oslo Tennisarena                   | tvrdý (hala)                       |                                    |
| Rumunsko                           | 4–0                                | Peru [2]                           | Kluž                               | Sala Sporturilor Horia Demian      | tvrdý (hala)                       |                                    |

## 2. světová skupina
Zápasy 2. světové skupiny se odehrály  mezi 5.–6. březnem 2021 a 17.–18. či 18.–19. zářím 2021. Dvoudenní vzájemná mezistátní utkání se konala ve formátu na tři vítězné body (čtyři dvouhry a čtyřhra). Osm nejvýše postavených vítězů na žebříčku ITF postoupilo do baráže 1. světové skupiny 2022 a na všechny poražené čekala účast v baráži 2. světové skupiny 2022. Čtyři nejníže postavení vítězové vytvořili páry v listopadovém vyřazovacím kole 2. světové skupiny 2021.
2. světové skupiny se účastnilo dvacet čtyři týmů:
- 12 poražených týmů z baráže 1. světové skupiny 2021
- 12 vítězných týmů z baráže 2. světové skupiny 2021

Nasazené týmy
- Čína (39.)
- Mexiko (43.)
- Švýcarsko (44.)
- Dominikánská republika (46.)
- Litva (47.)
- Thajsko (48.)
- Polsko (49.)
- Slovinsko (50.)
- Turecko (51.)
- Jižní Afrika (52.)
- Tchaj-wan (53.)
- Barbados (54.)

Nasazené týmy
- Venezuela (55.)
- Tunisko (56.)
- Estonsko (57.)
- Řecko (58.)
- Bulharsko (59.)
- Dánsko (60.)
- Maroko (61.)
- Zimbabwe (62.)
- Indonésie (63.)
- Salvador (64.)
- Paraguay (65.)
- Lotyšsko (66.)

Žebříček ITF k 9. březnu 2020.
| 2. světová skupina | 2. světová skupina | 2. světová skupina         | 2. světová skupina       | 2. světová skupina                | 2. světová skupina | 2. světová skupina |
| Domácí             | výsledek           | hosté                      | místo konání             | areál / hala                      | povrch             |                    |
| ------------------ | ------------------ | -------------------------- | ------------------------ | --------------------------------- | ------------------ | ------------------ |
| Zimbabwe           | bez boje           | Čína [1]                   | Harare                   | Harare Sports Club                | tvrdý              |                    |
| Bulharsko          | 1–3                | Mexiko [2]                 | Sofie                    | Sport Hall Sofia                  | tvrdý (hala)       |                    |
| Švýcarsko [3]      | 5–0                | Estonsko                   | Biel                     | Swiss Tennis Arena                | tvrdý (hala)       |                    |
| Tunisko            | 3–2                | Dominikánská republika [4] | Tunis                    | Cité Nationale Sportive El Menzah | tvrdý              |                    |
| Řecko              | 1–3                | Litva [5]                  | Heráklion                | Lyttos Beach Tennis Academy       | tvrdý              |                    |
| Dánsko             | 4–1                | Thajsko [6]                | Kolding                  | Sydbank Arena                     | tvrdý (hala)       |                    |
| Polsko [7]         | 3–1                | Salvador                   | Kališ                    | Arena Kalisz                      | tvrdý (hala)       |                    |
| Slovinsko [8]      | 3–1                | Paraguay                   | Portorož                 | Tenisové centrum Portorož         | antuka             |                    |
| Turecko [9]        | 4–0                | Lotyšsko                   | Istanbul                 | Enka Spor Kulubu                  | tvrdý              |                    |
| Jižní Afrika [10]  | 4–0                | Venezuela                  | New York (Spojené státy) | Forest Hills Stadium              | tvrdý              |                    |
| Tchaj-wan [11]     | bez boje           | Maroko                     | —                        | —                                 | —                  |                    |
| Barbados [12]      | 3–1                | Indonésie                  | Saint Michael            | National Tennis Centre            | tvrdý              |                    |

### Baráž
Baráž 2. světové skupiny se konala 6.–7. března 2020. Nastoupilo do ní dvacet čtyři družstev, které vytvořily dvanáct párů. Jednotlivé dvojice odehrály dvoudenní vzájemná mezistátní utkání ve formátu na tři vítězné body (čtyři dvouhry a čtyřhra). Jeden z členů dvojice hostil duel na domácí půdě. Vítězové postoupili do 2. světové skupiny hrané v roce 2021 a na poražené čekala účast ve 3. skupinách kontinentálních zón hraných v roce 2021.
Baráže se zúčastnilo dvacet čtyři týmů:
- 12 poražených týmů z baráží 1. skupin kontinentálních zón 2019
- 12 vítězných týmů z baráží 3. skupin kontinentálních zón 2019
  - 4 týmy z Evropy
  - 3 týmy z Ameriky
  - 3 týmy z Asie a Oceánie
  - 2 týmy z Afriky

Nasazené týmy
- Bulharsko
- Dánsko
- Egypt
- Filipíny
- Gruzie
- Guatemala
- Hongkong
- Indonésie
- Maroko
- Paraguay
- Salvador
- Zimbabwe

Nenasazené týmy
- Estonsko
- Jamajka
- Keňa
- Kostarika
- Lotyšsko
- Polsko
- Portoriko
- Srí Lanka
- Sýrie
- Řecko
- Tunisko
- Vietnam

| Baráž 2. světové skupiny – 6. a 7. března 2020 | Baráž 2. světové skupiny – 6. a 7. března 2020 | Baráž 2. světové skupiny – 6. a 7. března 2020 | Baráž 2. světové skupiny – 6. a 7. března 2020 | Baráž 2. světové skupiny – 6. a 7. března 2020 | Baráž 2. světové skupiny – 6. a 7. března 2020 | Baráž 2. světové skupiny – 6. a 7. března 2020 |
| Domácí                                         | výsledek                                       | hosté                                          | místo konání                                   | areál / hala                                   | povrch                                         | zdroj                                          |
| ---------------------------------------------- | ---------------------------------------------- | ---------------------------------------------- | ---------------------------------------------- | ---------------------------------------------- | ---------------------------------------------- | ---------------------------------------------- |
| Lotyšsko                                       | 4–1                                            | Egypt                                          | Jūrmala                                        | Národní tenisové centrum Lielupe               | tvrdý (h)                                      | [ 39 ]                                         |
| Paraguay                                       | 4–0                                            | Srí Lanka                                      | Asunción                                       | Club Internacional de Tenis                    | antuka                                         | [ 40 ]                                         |
| Maroko                                         | 4–0                                            | Vietnam                                        | Marrákeš                                       | Royal Tennis Club de Marrakech                 | antuka                                         | [ 41 ]                                         |
| Indonésie                                      | 4–0                                            | Keňa                                           | Jakarta                                        | Sportovní komplex Gelora Bung Karno            | tvrdý                                          | [ 42 ]                                         |
| Guatemala                                      | 1–3                                            | Tunisko                                        | Ciudad de Guatemala                            | Federación Nacional De Tenis                   | tvrdý                                          | [ 43 ]                                         |
| Kostarika                                      | 1–4                                            | Bulharsko                                      | San José                                       | Costa Rica Country Club                        | tvrdý                                          | [ 44 ]                                         |
| Polsko                                         | 4–0                                            | Hongkong                                       | Kališ                                          | Arena Kalisz                                   | tvrdý (h)                                      | [ 45 ]                                         |
| Zimbabwe                                       | 3–1                                            | Sýrie                                          | Harare                                         | Harare Sports Club                             | tvrdý                                          | [ 46 ]                                         |
| Filipíny                                       | 1–4                                            | Řecko                                          | Metro Manila                                   | Philippine Columbian Association               | antuka (h)                                     | [ 47 ]                                         |
| Dánsko                                         | 5–0                                            | Portoriko                                      | Holbæk                                         | Holbæk Sportsby                                | tvrdý (h)                                      | [ 48 ]                                         |
| Salvador                                       | 3–1                                            | Jamajka                                        | San Salvador                                   | Polideportivo de Ciudad Merliot                | tvrdý                                          | [ 49 ]                                         |
| Gruzie                                         | 1–4                                            | Estonsko                                       | Tbilisi                                        | Teniosvý klub Alexe Metreveliho                | tvrdý                                          | [ 50 ]                                         |

### Vyřazovací kolo
Vyřazovací kolo 2. světové skupiny Davis Cupu 2021 představovalo dva mezistátní tenisové zápasy hrané mezi 26.–27. a 27.–28. listopadem 2021. Jeho vítězové se připojili k účastníkům baráže 1. světové skupiny 2022 a dva poražení sestoupili do baráže 2. světové skupiny 2022.
Vyřazovacího kola 2. světové skupiny se zúčastnily čtyři týmy:
- 4 nejníže postavení vítězové 2. světové skupiny 2021

Nasazené týmy
- Tunisko (55.)
- Dánsko (56.)

Nasazené týmy
- Maroko (60.)
- Zimbabwe (62.)

Žebříček ITF k 20. září 2021.
| Vyřazovací kolo 2. světové skupiny | Vyřazovací kolo 2. světové skupiny | Vyřazovací kolo 2. světové skupiny | Vyřazovací kolo 2. světové skupiny | Vyřazovací kolo 2. světové skupiny | Vyřazovací kolo 2. světové skupiny | Vyřazovací kolo 2. světové skupiny |
| Domácí                             | výsledek                           | hosté                              | místo konání                       | areál / hala                       | povrch                             |                                    |
| ---------------------------------- | ---------------------------------- | ---------------------------------- | ---------------------------------- | ---------------------------------- | ---------------------------------- | ---------------------------------- |
| Tunisko [1]                        | 4–0                                | Zimbabwe                           | Tunis                              | Tennis Club de Tunis               | antuka                             |                                    |
| Maroko                             | 1–3                                | Dánsko [2]                         | Marrákeš                           | Royal Tennis Club de Marrakech     | antuka                             |                                    |

## Americká zóna

### 3. skupina
- Místo konání: Centro de Alto Rendimineto Fred Maduro, Panamá, Panama (antuka)[51]
- Datum: 30. června – 3. července 2021
- Formát: Jedenáct celků bylo rozděleno do jednoho tříčlenného a dvou čtyřčlenných základních bloků. Vítězové bloků a nejlepší tým z 2. místa následně sehráli barážové zápasy o postup do baráže 2. světové skupiny 2022. Zbylá družstva se utkala v baráži o konečné pořadí.[52]

#### Blok A
|   |           | BAH | GUA | CUB | Zápasy | Sety        | Hry          | Pořadí |
| 8 | Bahamy    |     | 2–1 | 2–1 | 4–2    | 9–6 (60 %)  | 73–64 (53 %) | 1.     |
| 1 | Guatemala | 1–2 |     | 3–0 | 4–2    | 9–5 (64 %)  | 73–64 (53 %) | 2.     |
| 6 | Kuba      | 1–2 | 0–3 |     | 1–5    | 4–11 (27 %) | 68–86 (44 %) | 3.     |

#### Blok B
|    |                   | CRC | BER | HON | TTO | Zápasy | Sety        | Hry           | Pořadí |
| 2  | Kostarika         |     | 2–1 | 3–0 | 3–0 | 8–1    | 17–4 (81 %) | 119–62 (66 %) | 1.     |
| 9  | Bermudy           | 1-2 |     | 2–1 | 3–0 | 6–3    | 12–7 (63 %) | 97–80 (55 %)  | 2.     |
| 5  | Honduras          | 0–3 | 1–2 |     | 2–1 | 3–6    | 7–12 (37 %) | 70–86 (45 %)  | 3.     |
| 11 | Trinidad a Tobago | 0–3 | 0–3 | 1–2 |     | 1–8    | 3–16 (16 %) | 51–109 (32 %) | 4.     |

#### Blok C
|    |                           | JAM | PUR | PAN | ISV | Zápasy | Sety        | Hry           | Pořadí |
| 3  | Jamajka                   |     | 2–1 | 3–0 | 3–0 | 8–1    | 16–2 (89 %) | 100–51 (66 %) | 1.     |
| 4  | Portoriko                 | 1–2 |     | 2–1 | 3–0 | 6–3    | 13–7 (65 %) | 100–72 (58 %) | 2.     |
| 7  | Panama                    | 0–3 | 1–2 |     | 3–0 | 4–5    | 9–12 (43 %) | 89–100 (47 %) | 3.     |
| 10 | Americké Panenské ostrovy | 0–3 | 0–3 | 0–3 |     | 0–9    | 1–18 (5 %)  | 46–112 (29 %) | 4.     |

#### Baráž
| Pořadí       | tým       | výsledek | tým                       |
| ------------ | --------- | -------- | ------------------------- |
| Postup       | Kostarika | 0–2      | Guatemala                 |
| Postup       | Bahamy    | 0–2      | Jamajka                   |
| 5.–6. místo  | Bermudy   | 0–2      | Portoriko                 |
| 7.–8. místo  | Kuba      | 2–0      | Honduras                  |
| 9.–10. místo | Panama    | 2–0      | Trinidad a Tobago         |
| 11. místo    | —         | —        | Americké Panenské ostrovy |

##### Zápas o postup: Kostarika vs. Guatemala
| | Kostarika | 0 :                                                                      | 2   | Guatemala |    |            |
| --- | --------- | ------------------------------------------------------------------------ | --- | --------- | -- | ---------- |
| Centro de Alto Rendimiento Fred Maduro, Panamá, Panama 3. července 2021 antuka |           |                                                                          |     |           |    |            |
| \| \| \| \| 1. \| 2. \| 3. \| \| \| -- \| \| ------------------------------------------------------------------------ \| --- \| --- \| -- \| ---------- \| \| 1. \| \| Pablo Núñez Christopher Díaz Figueroa \| 3 6 \| 3 6 \| \| \| \| 2. \| \| Jesse Flores Wilfredo González \| 3 6 \| 2 6 \| \| \| \| 3. \| \| Jesse Flores / Pablo Núñez Christopher Díaz Figueroa / Wilfredo González \| \| \| \| nehrálo se \| \| \| \| \| \| \| \| \| \| \| \| \| \| \| \| \| \| \| \| \| \| \| \| \| \| \| \| \| \| \| \| \| \| \| \| \| \| \| \| \| |           |                                                                          |     |           |    |            |
| |           |                                                                          | 1.  | 2.        | 3. |            |
| 1. |           | Pablo Núñez Christopher Díaz Figueroa                                    | 3 6 | 3 6       |    |            |
| 2. |           | Jesse Flores Wilfredo González                                           | 3 6 | 2 6       |    |            |
| 3. |           | Jesse Flores / Pablo Núñez Christopher Díaz Figueroa / Wilfredo González |     |           |    | nehrálo se |
| |           |                                                                          |     |           |    |            |
| |           |                                                                          |     |           |    |            |
| |           |                                                                          |     |           |    |            |
| |           |                                                                          |     |           |    |            |
| |           |                                                                          |     |           |    |            |

##### Zápas o postup: Bahamy vs. Jamajka
| | Bahamy | 0 :                                                              | 2   | Jamajka |     |            |
| --- | ------ | ---------------------------------------------------------------- | --- | ------- | --- | ---------- |
| Centro de Alto Rendimiento Fred Maduro, Panamá, Panama 3. července 2021 antuka |        |                                                                  |     |         |     |            |
| \| \| \| \| 1. \| 2. \| 3. \| \| \| -- \| \| ---------------------------------------------------------------- \| --- \| --- \| --- \| ---------- \| \| 1. \| \| Kevin Major Rowland Phillips \| 3 6 \| 2 6 \| \| \| \| 2. \| \| Justin Roberts Blaise Bicknell \| 6 2 \| 3 6 \| 4 6 \| \| \| 3. \| \| Justin Roberts / Marvin Rolle Blaise Bicknell / Rowland Phillips \| \| \| \| nehrálo se \| \| \| \| \| \| \| \| \| \| \| \| \| \| \| \| \| \| \| \| \| \| \| \| \| \| \| \| \| \| \| \| \| \| \| \| \| \| \| \| \| |        |                                                                  |     |         |     |            |
| |        |                                                                  | 1.  | 2.      | 3.  |            |
| 1. |        | Kevin Major Rowland Phillips                                     | 3 6 | 2 6     |     |            |
| 2. |        | Justin Roberts Blaise Bicknell                                   | 6 2 | 3 6     | 4 6 |            |
| 3. |        | Justin Roberts / Marvin Rolle Blaise Bicknell / Rowland Phillips |     |         |     | nehrálo se |
| |        |                                                                  |     |         |     |            |
| |        |                                                                  |     |         |     |            |
| |        |                                                                  |     |         |     |            |
| |        |                                                                  |     |         |     |            |
| |        |                                                                  |     |         |     |            |

##### Zápas o 5. místo: Bermudy vs. Portoriko
| | Bermudy | 0 :                                                            | 2   | Portoriko |    |            |
| --- | ------- | -------------------------------------------------------------- | --- | --------- | -- | ---------- |
| Centro de Alto Rendimiento Fred Maduro, Panamá, Panama 3. července 2021 antuka |         |                                                                |     |           |    |            |
| \| \| \| \| 1. \| 2. \| 3. \| \| \| -- \| \| -------------------------------------------------------------- \| --- \| --- \| -- \| ---------- \| \| 1. \| \| Richard Mallory Ignacio García \| 4 6 \| 4 6 \| \| \| \| 2. \| \| Tariq Simons Quinton Vega \| 4 6 \| 0 6 \| \| \| \| 3. \| \| James Finnigan / Gavin Manders Sebastián Arcila / Quinton Vega \| \| \| \| nehrálo se \| \| \| \| \| \| \| \| \| \| \| \| \| \| \| \| \| \| \| \| \| \| \| \| \| \| \| \| \| \| \| \| \| \| \| \| \| \| \| \| \| |         |                                                                |     |           |    |            |
| |         |                                                                | 1.  | 2.        | 3. |            |
| 1. |         | Richard Mallory Ignacio García                                 | 4 6 | 4 6       |    |            |
| 2. |         | Tariq Simons Quinton Vega                                      | 4 6 | 0 6       |    |            |
| 3. |         | James Finnigan / Gavin Manders Sebastián Arcila / Quinton Vega |     |           |    | nehrálo se |
| |         |                                                                |     |           |    |            |
| |         |                                                                |     |           |    |            |
| |         |                                                                |     |           |    |            |
| |         |                                                                |     |           |    |            |
| |         |                                                                |     |           |    |            |

##### Zápas o 7. místo: Kuba vs. Honduras
| | Kuba     | 2 :                                                                           | 0   | Honduras | Honduras |            |
| --- | -------- | ----------------------------------------------------------------------------- | --- | -------- | -------- | ---------- |
| Centro de Alto Rendimiento Fred Maduro, Panamá, Panama 3. července 2021 antuka |          |                                                                               |     |          |          |            |
| \| \| \| \| 1. \| 2. \| 3. \| \| \| -- \| \| ----------------------------------------------------------------------------- \| --- \| --- \| --- \| ---------- \| \| 1. \| \| Lázaro Navarro Diego José Sosa Rodríguez \| 6 0 \| 6 0 \| \| \| \| 2. \| \| Maikiel Ponte Suárez Alejandro Obando \| 4 6 \| 6 3 \| 6 2 \| \| \| 3. \| \| Joan Pérez Bernal / Osmel Rivera Granja Ricardo Lau Cooper / Alejandro Obando \| \| \| \| nehrálo se \| \| \| \| \| \| \| \| \| \| \| \| \| \| \| \| \| \| \| \| \| \| \| \| \| \| \| \| \| \| \| \| \| \| \| \| \| \| \| \| \| |          |                                                                               |     |          |          |            |
| |          |                                                                               | 1.  | 2.       | 3.       |            |
| 1. | Honduras | Lázaro Navarro Diego José Sosa Rodríguez                                      | 6 0 | 6 0      |          |            |
| 2. | Honduras | Maikiel Ponte Suárez Alejandro Obando                                         | 4 6 | 6 3      | 6 2      |            |
| 3. | Honduras | Joan Pérez Bernal / Osmel Rivera Granja Ricardo Lau Cooper / Alejandro Obando |     |          |          | nehrálo se |
| |          |                                                                               |     |          |          |            |
| |          |                                                                               |     |          |          |            |
| |          |                                                                               |     |          |          |            |
| |          |                                                                               |     |          |          |            |
| |          |                                                                               |     |          |          |            |

##### Zápas o 9. místo: Panama vs. Trinidad a Tobago
| | Panama | 2 :                                                                             | 0   | Trinidad a Tobago |    |            |
| --- | ------ | ------------------------------------------------------------------------------- | --- | ----------------- | -- | ---------- |
| Centro de Alto Rendimiento Fred Maduro, Panamá, Panama 3. července 2021 antuka |        |                                                                                 |     |                   |    |            |
| \| \| \| \| 1. \| 2. \| 3. \| \| \| -- \| \| ------------------------------------------------------------------------------- \| --- \| --- \| -- \| ---------- \| \| 1. \| \| Luis Gómez David Rodriguez \| 6 3 \| 6 0 \| \| \| \| 2. \| \| Marcelo Rodríguez Kamran Curtis McIntosh-Ross \| 6 0 \| 6 4 \| \| \| \| 3. \| \| Jorge Daniel Chévez / Marcelo Rodríguez Ebolum Pastor Nwokolo / Nkrumah Patrick \| \| \| \| nehrálo se \| \| \| \| \| \| \| \| \| \| \| \| \| \| \| \| \| \| \| \| \| \| \| \| \| \| \| \| \| \| \| \| \| \| \| \| \| \| \| \| \| |        |                                                                                 |     |                   |    |            |
| |        |                                                                                 | 1.  | 2.                | 3. |            |
| 1. |        | Luis Gómez David Rodriguez                                                      | 6 3 | 6 0               |    |            |
| 2. |        | Marcelo Rodríguez Kamran Curtis McIntosh-Ross                                   | 6 0 | 6 4               |    |            |
| 3. |        | Jorge Daniel Chévez / Marcelo Rodríguez Ebolum Pastor Nwokolo / Nkrumah Patrick |     |                   |    | nehrálo se |
| |        |                                                                                 |     |                   |    |            |
| |        |                                                                                 |     |                   |    |            |
| |        |                                                                                 |     |                   |    |            |
| |        |                                                                                 |     |                   |    |            |
| |        |                                                                                 |     |                   |    |            |

Výsledek
- Guatemala a Jamajka postoupily do baráže 2. světové skupiny 2022

## Zóna Asie a Oceánie

### 3. skupina
- Místo konání: Jordánská tenisová federace, Ammán, Jordánsko (tvrdý)
- Datum: 15.–18. září 2021
- Formát: Devět celků bylo rozděleno do tří tříčlenných základních bloků. Vítězové bloků následně sehráli barážové zápasy o postup do baráže 2. světové skupiny 2022 s týmy z druhých míst. Družstva z posledních čtvrtých míst bloků sestoupila do 4. skupiny aijsko-oceánské zóny pro rok 2022.[58]

#### Blok A
|   |          | HKG | MAS | KUW | Zápasy | Sety        | Hry          | Pořadí |
| 1 | Hongkong |     | 3–0 | 2–1 | 5–1    | 10–3 (77 %) | 71–46 (61 %) | 1.     |
| 9 | Malajsie | 0–3 |     | 3–0 | 3–3    | 7–7 (50 %)  | 64–73 (47 %) | 2.     |
| 5 | Kuvajt   | 1–2 | 0–3 |     | 1–5    | 3–10 (23 %) | 60–76 (44 %) | 3.     |

#### Blok B
|   |                   | VIE | POC | QAT | Zápasy | Sety       | Hry          | Pořadí |
| 2 | Vietnam           |     | 2–1 | 2–1 | 4–2    | 9–6 (60 %) | 78–63 (55 %) | 1.     |
| 8 | Pacifická Oceánie | 1–2 |     | 2–1 | 3–3    | 8–7 (53 %) | 70–67 (51 %) | 2.     |
| 6 | Katar             | 1–2 | 1–2 |     | 2–4    | 4–8 (33 %) | 41–59 (41 %) | 3.     |

#### Blok C
|   |           | SYR | JOR | SRI | Zápasy | Sety        | Hry          | Pořadí |
| 3 | Sýrie     |     | 3–0 | 3–0 | 6–0    | 12–1 (92 %) | 76–43 (64 %) | 1.     |
| 7 | Jordánsko | 0–3 |     | 2–1 | 2–4    | 4–9 (31 %)  | 52–72 (42 %) | 2.     |
| 4 | Srí Lanka | 0–3 | 1–2 |     | 1–5    | 4–10 (29 %) | 66–79 (46 %) | 3.     |

#### Baráž
| Pořadí | tým      | výsledek | tým               |
| ------ | -------- | -------- | ----------------- |
| Postup | Hongkong | 2–0      | Jordánsko         |
| Postup | Vietnam  | 2–0      | Malajsie          |
| Postup | Sýrie    | 1–2      | Pacifická Oceánie |

##### Zápas o postup: Hongkong vs. Jordánsko
| | Hongkong | 2 :                                                          | 0   | Jordánsko |    |            |
| --- | -------- | ------------------------------------------------------------ | --- | --------- | -- | ---------- |
| Jordánská tenisová federace, Ammán, Jordánsko 18. září 2021 tvrdý |          |                                                              |     |           |    |            |
| \| \| \| \| 1. \| 2. \| 3. \| \| \| -- \| \| ------------------------------------------------------------ \| --- \| --- \| -- \| ---------- \| \| 1. \| \| Coleman Wong Seif Adas \| 6 2 \| 6 1 \| \| \| \| 2. \| \| Wong Hong-kit Mousa Alkotop \| 6 4 \| 6 1 \| \| \| \| 3. \| \| Coleman Wong / Wong Hong-kit Hamzeh Al-Aswad / Mousa Alkotop \| \| \| \| nehrálo se \| \| \| \| \| \| \| \| \| \| \| \| \| \| \| \| \| \| \| \| \| \| \| \| \| \| \| \| \| \| \| \| \| \| \| \| \| \| \| \| \| |          |                                                              |     |           |    |            |
| |          |                                                              | 1.  | 2.        | 3. |            |
| 1. |          | Coleman Wong Seif Adas                                       | 6 2 | 6 1       |    |            |
| 2. |          | Wong Hong-kit Mousa Alkotop                                  | 6 4 | 6 1       |    |            |
| 3. |          | Coleman Wong / Wong Hong-kit Hamzeh Al-Aswad / Mousa Alkotop |     |           |    | nehrálo se |
| |          |                                                              |     |           |    |            |
| |          |                                                              |     |           |    |            |
| |          |                                                              |     |           |    |            |
| |          |                                                              |     |           |    |            |
| |          |                                                              |     |           |    |            |

##### Zápas o postup: Vietnam vs. Malajsie
| | Vietnam | 2 :                                                                      | 0   | Malajsie |    |            |
| --- | ------- | ------------------------------------------------------------------------ | --- | -------- | -- | ---------- |
| Jordánská tenisová federace, Ammán, Jordánsko 18. září 2021 tvrdý |         |                                                                          |     |          |    |            |
| \| \| \| \| 1. \| 2. \| 3. \| \| \| -- \| \| ------------------------------------------------------------------------ \| --- \| --- \| -- \| ---------- \| \| 1. \| \| Trịnh Linh Giang Koay Hao-sheng \| 6 3 \| 7 5 \| \| \| \| 2. \| \| Lý Hoàng Nam Imran Daniel Abd Hazli \| 6 3 \| 6 2 \| \| \| \| 3. \| \| Lê Quốc Khánh / Lý Hoàng Nam Koay Hao-sheng / Syed Mohd Agil Syed Naguib \| \| \| \| nehrálo se \| \| \| \| \| \| \| \| \| \| \| \| \| \| \| \| \| \| \| \| \| \| \| \| \| \| \| \| \| \| \| \| \| \| \| \| \| \| \| \| \| |         |                                                                          |     |          |    |            |
| |         |                                                                          | 1.  | 2.       | 3. |            |
| 1. |         | Trịnh Linh Giang Koay Hao-sheng                                          | 6 3 | 7 5      |    |            |
| 2. |         | Lý Hoàng Nam Imran Daniel Abd Hazli                                      | 6 3 | 6 2      |    |            |
| 3. |         | Lê Quốc Khánh / Lý Hoàng Nam Koay Hao-sheng / Syed Mohd Agil Syed Naguib |     |          |    | nehrálo se |
| |         |                                                                          |     |          |    |            |
| |         |                                                                          |     |          |    |            |
| |         |                                                                          |     |          |    |            |
| |         |                                                                          |     |          |    |            |
| |         |                                                                          |     |          |    |            |

##### Zápas o postup: Sýrie vs. Pacifická Oceánie
| | Sýrie | 1 :                                                         | 2   | Pacifická Oceánie |     |  |
| --- | ----- | ----------------------------------------------------------- | --- | ----------------- | --- |  |
| Jordánská tenisová federace, Ammán, Jordánsko 18. září 2021 tvrdý |       |                                                             |     |                   |     |  |
| \| \| \| \| 1. \| 2. \| 3. \| \| \| -- \| \| ----------------------------------------------------------- \| --- \| ----- \| --- \| \| \| 1. \| \| Hazem Naw Clément Mainguy \| 6 2 \| 6 1 \| \| \| \| 2. \| \| Kareem Al Allaf Colin Sinclair \| 5 7 \| 79 67 \| 4 6 \| \| \| 3. \| \| Kareem Al Allaf / Hazem Naw Brett Baudinet / Colin Sinclair \| 3 6 \| 7 62 \| 4 6 \| \| \| \| \| \| \| \| \| \| \| \| \| \| \| \| \| \| \| \| \| \| \| \| \| \| \| \| \| \| \| \| \| \| \| \| \| \| \| \| \| \| |       |                                                             |     |                   |     |  |
| |       |                                                             | 1.  | 2.                | 3.  |  |
| 1. |       | Hazem Naw Clément Mainguy                                   | 6 2 | 6 1               |     |  |
| 2. |       | Kareem Al Allaf Colin Sinclair                              | 5 7 | 79 67             | 4 6 |  |
| 3. |       | Kareem Al Allaf / Hazem Naw Brett Baudinet / Colin Sinclair | 3 6 | 7 62              | 4 6 |  |
| |       |                                                             |     |                   |     |  |
| |       |                                                             |     |                   |     |  |
| |       |                                                             |     |                   |     |  |
| |       |                                                             |     |                   |     |  |
| |       |                                                             |     |                   |     |  |

Výsledek
- Hongkong, Pacifická Oceánie a Vietnam postoupily do baráže 2. světové skupiny 2022
- Katar, Kuvajt a Srí Lanka sestoupily do 4. skupiny zóny Asie a Oceánie 2022

### 4. skupina
- Místo konání: Bahrain Tennis Federation Courts, Madinat 'Isa, Bahrajn (tvrdý)
- Datum: 18.–23. října 2021
- Formát: Dvanáct celků bylo rozděleno do tří čtyřčlenných základních bloků. Vítězové následně sehráli barážové zápasy s týmy z druhých míst jiného bloku o postup do 3. skupiny asijsko-oceánské zóny 2022. Družstva ze třetích a čtvrtých míst se utkala v zápasech o konečné 7.–12. místo ve skupině.[62]

#### Blok A
|    |                         | KSA | UAE | BHR | GUM | Zápasy | Sety        | Hry          | Pořadí |
| 5  | Saúdská Arábie          |     | 3–0 | 3–0 | 3–0 | 9–0    | 18–0 (100%) | 108–29 (79%) | 1.     |
| 1  | Spojené arabské emiráty | 0–3 |     | 2–1 | 3–0 | 5–4    | 10–9 (53%)  | 78–77 (50%)  | 2.     |
| 11 | Bahrajn                 | 0–3 | 1–2 |     | 3–0 | 4–5    | 9–12 (43%)  | 81–99 (45%)  | 3.     |
| 7  | Guam                    | 0–3 | 0–3 | 0–3 |     | 0–9    | 2–18 (10%)  | 59–121 (33%) | 4.     |

#### Blok B
|    |              | TKM | IRQ | OMA | MGL | Zápasy | Sety        | Hry          | Pořadí |
| 2  | Turkmenistán |     | 3–0 | 3–0 | 3–0 | 9–0    | 18–0 (100%) | 111–27 (80%) | 1.     |
| 8  | Irák         | 0–3 |     | 3–0 | 3–0 | 6–3    | 12–6 (67%)  | 92–55 (63%)  | 2.     |
| 4  | Omán         | 0–3 | 0–3 |     | 2–1 | 2–7    | 4–14 (22%)  | 37–92 (29%)  | 3.     |
| 10 | Mongolsko    | 0–3 | 0–3 | 1–2 |     | 1–8    | 2–16 (11%)  | 33–99 (25%)  | 4.     |

#### Blok C
|    |            | IRI | CAM | KGZ | YEM | Zápasy | Sety       | Hry          | Pořadí |
| 3  | Írán       |     | 3–0 | 3–0 | 3–0 | 9–0    | 18–2 (90%) | 115–43 (73%) | 1.     |
| 6  | Kambodža   | 0–3 |     | 2–1 | 3–0 | 5–4    | 11–8 (58%) | 85–69 (55%)  | 2.     |
| 9  | Kyrgyzstán | 0–3 | 1–2 |     | 3–0 | 4–5    | 9–11 (45%) | 80–87 (48%)  | 3.     |
| 12 | Jemen      | 0–3 | 0–3 | 0–3 |     | 0–9    | 1–18 (5%)  | 33–114 (22%) | 4.     |

#### Baráž
| Pořadí       | tým            | výsledek | tým                     |
| ------------ | -------------- | -------- | ----------------------- |
| Postup       | Saúdská Arábie | 2–1      | Kambodža                |
| Postup       | Turkmenistán   | 1–2      | Spojené arabské emiráty |
| Postup       | Írán           | 3–0      | Irák                    |
| 7.–12. místo | Bahrajn        | 3–0      | Mongolsko               |
| 7.–12. místo | Omán           | 0–3      | Jemen                   |
| 7.–12. místo | Kyrgyzstán     | 2–1      | Guam                    |

##### Zápas o postup: Saúdská Arábie vs. Kambodža
| | Saúdská Arábie | 2 :                                                         | 1   | Kambodža |    |       |
| --- | -------------- | ----------------------------------------------------------- | --- | -------- | -- | ----- |
| Bahrain Tennis Federation Courts, Madinat 'Isa, Bahrajn 23. října 2021 tvrdý |                |                                                             |     |          |    |       |
| \| \| \| \| 1. \| 2. \| 3. \| \| \| -- \| \| ----------------------------------------------------------- \| --- \| --- \| -- \| ----- \| \| 1. \| \| Ammar Alhaqbani Long Samneang \| 6 1 \| 7 5 \| \| \| \| 2. \| \| Saud Alhogbani Bun Kenny \| 4 6 \| 0 4 \| \| skreč \| \| 3. \| \| Ammar Alhaqbani / Faisal Al Rebdi Bun Kenny / Long Samneang \| 6 0 \| 6 4 \| \| \| \| \| \| \| \| \| \| \| \| \| \| \| \| \| \| \| \| \| \| \| \| \| \| \| \| \| \| \| \| \| \| \| \| \| \| \| \| \| \| \| |                |                                                             |     |          |    |       |
| |                |                                                             | 1.  | 2.       | 3. |       |
| 1. |                | Ammar Alhaqbani Long Samneang                               | 6 1 | 7 5      |    |       |
| 2. |                | Saud Alhogbani Bun Kenny                                    | 4 6 | 0 4      |    | skreč |
| 3. |                | Ammar Alhaqbani / Faisal Al Rebdi Bun Kenny / Long Samneang | 6 0 | 6 4      |    |       |
| |                |                                                             |     |          |    |       |
| |                |                                                             |     |          |    |       |
| |                |                                                             |     |          |    |       |
| |                |                                                             |     |          |    |       |
| |                |                                                             |     |          |    |       |

##### Zápas o postup: Turkmenistán vs. Spojené arabské emiráty
| | Turkmenistán | 1 :                                                                             | 2    | Spojené arabské emiráty |     |  |
| --- | ------------ | ------------------------------------------------------------------------------- | ---- | ----------------------- | --- |  |
| Bahrain Tennis Federation Courts, Madinat 'Isa, Bahrajn 23. října 2021 tvrdý |              |                                                                                 |      |                         |     |  |
| \| \| \| \| 1. \| 2. \| 3. \| \| \| -- \| \| ------------------------------------------------------------------------------- \| ---- \| --- \| --- \| \| \| 1. \| \| Jurij Rogusskij Hamad Abbas Janahi \| 2 6 \| 6 4 \| 2 6 \| \| \| 2. \| \| Isa Mämmetguljijev Omar Al-Awadhi \| 6 2 \| 6 0 \| \| \| \| 3. \| \| Isa Mämmetguljijev / Jurij Rogusskij Abdulrahman Al Janahi / Hamad Abbas Janahi \| 6 78 \| 3 6 \| \| \| \| \| \| \| \| \| \| \| \| \| \| \| \| \| \| \| \| \| \| \| \| \| \| \| \| \| \| \| \| \| \| \| \| \| \| \| \| \| \| \| |              |                                                                                 |      |                         |     |  |
| |              |                                                                                 | 1.   | 2.                      | 3.  |  |
| 1. |              | Jurij Rogusskij Hamad Abbas Janahi                                              | 2 6  | 6 4                     | 2 6 |  |
| 2. |              | Isa Mämmetguljijev Omar Al-Awadhi                                               | 6 2  | 6 0                     |     |  |
| 3. |              | Isa Mämmetguljijev / Jurij Rogusskij Abdulrahman Al Janahi / Hamad Abbas Janahi | 6 78 | 3 6                     |     |  |
| |              |                                                                                 |      |                         |     |  |
| |              |                                                                                 |      |                         |     |  |
| |              |                                                                                 |      |                         |     |  |
| |              |                                                                                 |      |                         |     |  |
| |              |                                                                                 |      |                         |     |  |

##### Zápas o postup: Írán vs. Irák
| | Írán | 3 :                                                                      | 0   | Irák |     |  |
| --- | ---- | ------------------------------------------------------------------------ | --- | ---- | --- |  |
| Bahrain Tennis Federation Courts, Madinat 'Isa, Bahrajn 23. října 2021 tvrdý |      |                                                                          |     |      |     |  |
| \| \| \| \| 1. \| 2. \| 3. \| \| \| -- \| \| ------------------------------------------------------------------------ \| --- \| --- \| --- \| \| \| 1. \| \| Sina Moghimi Adel Mustafa Al-Saedi \| 6 0 \| 4 6 \| 6 1 \| \| \| 2. \| \| Hamidreza Nadaf Mohammed Abuzed Saber \| 6 1 \| 6 1 \| \| \| \| 3. \| \| Sina Moghimi / Hamidreza Nadaf Mohammed Al-Shammari / Abdullah Ali Hatem \| 7 5 \| 6 3 \| \| \| \| \| \| \| \| \| \| \| \| \| \| \| \| \| \| \| \| \| \| \| \| \| \| \| \| \| \| \| \| \| \| \| \| \| \| \| \| \| \| \| |      |                                                                          |     |      |     |  |
| |      |                                                                          | 1.  | 2.   | 3.  |  |
| 1. |      | Sina Moghimi Adel Mustafa Al-Saedi                                       | 6 0 | 4 6  | 6 1 |  |
| 2. |      | Hamidreza Nadaf Mohammed Abuzed Saber                                    | 6 1 | 6 1  |     |  |
| 3. |      | Sina Moghimi / Hamidreza Nadaf Mohammed Al-Shammari / Abdullah Ali Hatem | 7 5 | 6 3  |     |  |
| |      |                                                                          |     |      |     |  |
| |      |                                                                          |     |      |     |  |
| |      |                                                                          |     |      |     |  |
| |      |                                                                          |     |      |     |  |
| |      |                                                                          |     |      |     |  |

Výsledek
- Írán, Saúdská Arábie a Spojené arabské emiráty postoupily do 3. skupiny zóny Asie a Oceánie 2022

## Zóna Evropy

### 3. skupina
- Místo konání: Tenisová akademie Herodotou, Larnaka, Kypr (tvrdý; Kypr hostil poprvé kontinentální úroveň Davis Cupu)[66]
- Datum: 16.–19. června 2021
- Formát: Sedm celků bylo rozděleno do tří- a čtyřčlenného základního bloku. V následné baráži se týmy ze stejných míst bloků utkaly ve vzájemných duelech o konečné pořadí. Vítězové bloků měli zajištěn postup do baráže 2. světové skupiny 2022, společně s vítězem zápasu týmů z 2. míst. Poražený z utkání celků na 3. příčce sestoupil se čtvrtým z bloku B do 4. skupiny evropské zóny 2022.[67]

#### Blok A
|   |        | CYP | GEO | ISL | Zápasy | Sety        | Hry          | Pořadí |
| 4 | Kypr   |     | 3–0 | 3–0 | 6–0    | 12–1 (92 %) | 79–41 (66 %) | 1.     |
| 1 | Gruzie | 0–3 |     | 3–0 | 3–3    | 7–6 (54 %)  | 57–54 (51 %) | 2.     |
| 6 | Island | 0–3 | 0–3 |     | 0–6    | 0–12 (0 %)  | 34–75 (31 %) | 3.     |

#### Blok B
|   |             | MON | IRL | LUX | MLT | Zápasy | Sety         | Hry           | Pořadí |
| 2 | Monako      |     | 2–1 | 2–1 | 3–0 | 7–2    | 15–4 (79 %)  | 102–55 (65 %) | 1.     |
| 5 | Irsko       | 1–2 |     | 2–1 | 3–0 | 6–3    | 13–6 (68 %)  | 94–70 (57 %)  | 2.     |
| 3 | Lucembursko | 1–2 | 1–2 |     | 3–0 | 5–4    | 10–10 (50 %) | 89–79 (53 %)  | 3.     |
| 7 | Malta       | 0–3 | 0–3 | 0–3 |     | 0–9    | 0–18 (0 %)   | 27–108 (20 %) | 4.     |

#### Baráž
| Pořadí | tým    | výsledek | tým         |
| ------ | ------ | -------- | ----------- |
| Postup | Kypr   | 1–2      | Monako      |
| Postup | Gruzie | 1–2      | Irsko       |
| Sestup | Island | 0–2      | Lucembursko |
| Sestup | —      | —        | Malta       |

##### Zápas o postup: Kypr vs. Monako
| | Kypr | 1 :                                                          | 2   | Monako |     |  |
| --- | ---- | ------------------------------------------------------------ | --- | ------ | --- |  |
| Tenisová akademie Herodotou, Larnaka, Kypr 19. června 2021 tvrdý |      |                                                              |     |        |     |  |
| \| \| \| \| 1. \| 2. \| 3. \| \| \| -- \| \| ------------------------------------------------------------ \| --- \| ---- \| --- \| \| \| 1. \| \| Menelaos Efstathiou Valentin Vacherot \| 3 6 \| 63 7 \| \| \| \| 2. \| \| Petros Chrysochos Lucas Catarina \| 4 6 \| 6 3 \| 6 3 \| \| \| 3. \| \| Sergis Kyratzis / Eleftherios Neos Romain Arneodo / Hugo Nys \| 2 6 \| 4 6 \| \| \| \| \| \| \| \| \| \| \| \| \| \| \| \| \| \| \| \| \| \| \| \| \| \| \| \| \| \| \| \| \| \| \| \| \| \| \| \| \| \| \| |      |                                                              |     |        |     |  |
| |      |                                                              | 1.  | 2.     | 3.  |  |
| 1. |      | Menelaos Efstathiou Valentin Vacherot                        | 3 6 | 63 7   |     |  |
| 2. |      | Petros Chrysochos Lucas Catarina                             | 4 6 | 6 3    | 6 3 |  |
| 3. |      | Sergis Kyratzis / Eleftherios Neos Romain Arneodo / Hugo Nys | 2 6 | 4 6    |     |  |
| |      |                                                              |     |        |     |  |
| |      |                                                              |     |        |     |  |
| |      |                                                              |     |        |     |  |
| |      |                                                              |     |        |     |  |
| |      |                                                              |     |        |     |  |

##### Zápas o postup: Gruzie vs. Irsko
| | Gruzie | 1 :                                                              | 2   | Irsko |    |  |
| --- | ------ | ---------------------------------------------------------------- | --- | ----- | -- |  |
| Tenisová akademie Herodotou, Larnaka, Kypr 19. června 2021 tvrdý |        |                                                                  |     |       |    |  |
| \| \| \| \| 1. \| 2. \| 3. \| \| \| -- \| \| ---------------------------------------------------------------- \| --- \| --- \| -- \| \| \| 1. \| \| Aleksandre Bakši Osgar O'Hoisin \| 6 4 \| 6 3 \| \| \| \| 2. \| \| Aleksandre Metreveli Simon Carr \| 2 6 \| 2 6 \| \| \| \| 3. \| \| Aleksandre Metreveli / Zura Tkemaladze Simon Carr / David O'Hare \| 3 6 \| 1 6 \| \| \| \| \| \| \| \| \| \| \| \| \| \| \| \| \| \| \| \| \| \| \| \| \| \| \| \| \| \| \| \| \| \| \| \| \| \| \| \| \| \| \| |        |                                                                  |     |       |    |  |
| |        |                                                                  | 1.  | 2.    | 3. |  |
| 1. |        | Aleksandre Bakši Osgar O'Hoisin                                  | 6 4 | 6 3   |    |  |
| 2. |        | Aleksandre Metreveli Simon Carr                                  | 2 6 | 2 6   |    |  |
| 3. |        | Aleksandre Metreveli / Zura Tkemaladze Simon Carr / David O'Hare | 3 6 | 1 6   |    |  |
| |        |                                                                  |     |       |    |  |
| |        |                                                                  |     |       |    |  |
| |        |                                                                  |     |       |    |  |
| |        |                                                                  |     |       |    |  |
| |        |                                                                  |     |       |    |  |

##### Zápas o sestup: Island vs. Lucembursko
| | Island | 0 :                                                             | 2   | Lucembursko |    |            |
| --- | ------ | --------------------------------------------------------------- | --- | ----------- | -- | ---------- |
| Tenisová akademie Herodotou, Larnaka, Kypr 19. června 2021 tvrdý |        |                                                                 |     |             |    |            |
| \| \| \| \| 1. \| 2. \| 3. \| \| \| -- \| \| --------------------------------------------------------------- \| --- \| --- \| -- \| ---------- \| \| 1. \| \| Anton Magnússon Chris Rodesch \| 4 6 \| 4 6 \| \| \| \| 2. \| \| Egill Sigurðsson Raphaël Calzi \| 4 6 \| 0 6 \| \| \| \| 3. \| \| Daniel Siddall / Egill Sigurðsson Raphaël Calzi / Chris Rodesch \| \| \| \| nehrálo se \| \| \| \| \| \| \| \| \| \| \| \| \| \| \| \| \| \| \| \| \| \| \| \| \| \| \| \| \| \| \| \| \| \| \| \| \| \| \| \| \| |        |                                                                 |     |             |    |            |
| |        |                                                                 | 1.  | 2.          | 3. |            |
| 1. |        | Anton Magnússon Chris Rodesch                                   | 4 6 | 4 6         |    |            |
| 2. |        | Egill Sigurðsson Raphaël Calzi                                  | 4 6 | 0 6         |    |            |
| 3. |        | Daniel Siddall / Egill Sigurðsson Raphaël Calzi / Chris Rodesch |     |             |    | nehrálo se |
| |        |                                                                 |     |             |    |            |
| |        |                                                                 |     |             |    |            |
| |        |                                                                 |     |             |    |            |
| |        |                                                                 |     |             |    |            |
| |        |                                                                 |     |             |    |            |

Výsledek
- Irsko, Kypr a Monako postoupily do baráže 2. světové skupiny 2022
- Island a Malta sestoupily do 4. skupiny zóny Evropy 2022

### 4. skupina
- Místo konání: Tenisový klub Jug, Skopje, Severní Makedonie (antuka)
- Datum: 22.–26. června 2021
- Formát: Devět celků bylo rozděleno do čtyř- a pětičlenného základního bloku. Vítězové a druzí z obou bloků postoupili do 3. skupiny evropské zóny 2022.[71]

#### Blok A
|   |             | MNE | ARM | AZE | ALB | Zápasy | Sety        | Hry           | Pořadí |
| 1 | Černá Hora  |     | 3–0 | 3–0 | 3–0 | 9–0    | 18–1 (95 %) | 112–32 (78 %) | 1.     |
| 3 | Arménie     | 0–3 |     | 2–1 | 2–1 | 4–5    | 9–11 (45 %) | 78–86 (48 %)  | 2.     |
| 9 | Ázerbájdžán | 0–3 | 1–2 |     | 2–1 | 3–6    | 7–12 (37 %) | 60–91 (40 %)  | 3.     |
| 5 | Albánie     | 0–3 | 1–2 | 1–2 |     | 2–7    | 4–14 (22 %) | 48–89 (35 %)  | 4.     |

#### Blok B
|   |                   | MDA | MKD | SMR | AND | KOS | Zápasy | Sety         | Hry            | Pořadí |
| 8 | Moldavsko         |     | 1–2 | 3–0 | 3–0 | 3–0 | 10–2   | 20–7 (74 %)  | 132–68 (66 %)  | 1.     |
| 2 | Severní Makedonie | 2–1 |     | 1–2 | 3–0 | 3–0 | 9–3    | 21–6 (78 %)  | 134–61 (69 %)  | 2.     |
| 4 | San Marino        | 0–3 | 2–1 |     | 2–1 | 3–0 | 7–5    | 16–12 (57 %) | 125–103 (55 %) | 3.     |
| 7 | Andorra           | 0–3 | 0–3 | 1–2 |     | 3–0 | 4–8    | 8–17 (32 %)  | 76–120 (39 %)  | 4.     |
| 6 | Kosovo            | 0–3 | 0–3 | 0–3 | 0–3 |     | 0–12   | 1–24 (4 %)   | 34–149 (19 %)  | 5.     |

Výsledek
- Arménie, Černá Hora, Moldavsko a Severní Makedonie postoupily do 3. skupiny zóny Evropy 2022

## Zóna Afriky

### 3. skupina
- Místo konání: Smash Academy, Káhira, Egypt (antuka)
- Datum: 11.–14. srpna 2021
- Formát: Sedm celků bylo rozděleno do tří- a čtyřčlenného základního bloku. Vítězové bloků následně sehráli barážové zápasy o postup do baráže 2. světové skupiny 2022 s týmy z druhých míst opačného bloku. Družstva ze třetích míst se střetla v utkání o sestup. Poražený spolu se čtvrtým celkem z bloku B sestoupili do 4. skupiny africké zóny 2022.[72]

#### Blok A
|   |          | EGY | BEN | ALG | Zápasy | Sety        | Hry          | Pořadí |
| 1 | Egypt    |     | 2–1 | 3–0 | 5–1    | 11–2 (85 %) | 76–47 (62 %) | 1.     |
| 5 | Benin    | 1–2 |     | 2–1 | 3–3    | 7–8 (47 %)  | 62–73 (46 %) | 2.     |
| 4 | Alžírsko | 0–3 | 1–2 |     | 1–5    | 3–11 (21 %) | 54–72 (43 %) | 3.     |

#### Blok B
|   |          | KEN | MOZ | RWA | GHA | Zápasy | Sety        | Hry           | Pořadí |
| 2 | Keňa     |     | 3–0 | 3–0 | 3–0 | 8–1    | 16–3 (84 %) | 111–45 (71 %) | 1.     |
| 3 | Mosambik | 0–3 |     | 2–1 | 3–0 | 6–3    | 13–7 (65 %) | 90–64 (58 %)  | 2.     |
| 7 | Rwanda   | 0–3 | 1–2 |     | 3–0 | 4–5    | 9–12 (43 %) | 86–98 (47 %)  | 3.     |
| 6 | Ghana    | 0–3 | 0–3 | 0–3 |     | 0–9    | 2–17 (11 %) | 36–113 (24 %) | 4.     |

#### Baráž
| Pořadí | tým bloku A | výsledek | tým bloku B |
| ------ | ----------- | -------- | ----------- |
| Postup | Egypt       | 3–0      | Mosambik    |
| Postup | Benin       | 2–1      | Keňa        |
| Sestup | Alžírsko    | 3–0      | Rwanda      |
| Sestup | —           | —        | Ghana       |

##### Zápas o postup: Egypt vs. Mosambik
| | Egypt | 3 :                                                             | 0   | Mosambik |    |  |
| --- | ----- | --------------------------------------------------------------- | --- | -------- | -- |  |
| Smash Tennis Academy, Káhira, Egypt 14. srpna 2021 antuka |       |                                                                 |     |          |    |  |
| \| \| \| \| 1. \| 2. \| 3. \| \| \| -- \| \| --------------------------------------------------------------- \| --- \| --- \| -- \| \| \| 1. \| \| Amr Asrawy Bruno Nhavene \| 6 4 \| 6 4 \| \| \| \| 2. \| \| Mohamed Safwat Jaime Sigauque \| 6 1 \| 6 0 \| \| \| \| 3. \| \| Adham Gaber / Sherif Makhlouf Armando Sigauque / Jaime Sigauque \| 6 0 \| 6 1 \| \| \| \| \| \| \| \| \| \| \| \| \| \| \| \| \| \| \| \| \| \| \| \| \| \| \| \| \| \| \| \| \| \| \| \| \| \| \| \| \| \| \| |       |                                                                 |     |          |    |  |
| |       |                                                                 | 1.  | 2.       | 3. |  |
| 1. |       | Amr Asrawy Bruno Nhavene                                        | 6 4 | 6 4      |    |  |
| 2. |       | Mohamed Safwat Jaime Sigauque                                   | 6 1 | 6 0      |    |  |
| 3. |       | Adham Gaber / Sherif Makhlouf Armando Sigauque / Jaime Sigauque | 6 0 | 6 1      |    |  |
| |       |                                                                 |     |          |    |  |
| |       |                                                                 |     |          |    |  |
| |       |                                                                 |     |          |    |  |
| |       |                                                                 |     |          |    |  |
| |       |                                                                 |     |          |    |  |

##### Zápas o postup: Keňa vs. Benin
| | Keňa | 1 :                                                                          | 2   | Benin |    |  |
| --- | ---- | ---------------------------------------------------------------------------- | --- | ----- | -- |  |
| Smash Tennis Academy, Káhira, Egypt 14. srpna 2021 antuka |      |                                                                              |     |       |    |  |
| \| \| \| \| 1. \| 2. \| 3. \| \| \| -- \| \| ---------------------------------------------------------------------------- \| --- \| ---- \| -- \| \| \| 1. \| \| Ismael Changawa Ruwa Mzai Delmas N'Tcha \| 6 4 \| 7 63 \| \| \| \| 2. \| \| Ibrahim Kibet Yego Alexis Klégou \| 5 7 \| 4 6 \| \| \| \| 3. \| \| Ismael Changawa Ruwa Mzai / Ibrahim Kibet Yego Alexis Klégou / Delmas N'Tcha \| 3 6 \| 3 6 \| \| \| \| \| \| \| \| \| \| \| \| \| \| \| \| \| \| \| \| \| \| \| \| \| \| \| \| \| \| \| \| \| \| \| \| \| \| \| \| \| \| \| |      |                                                                              |     |       |    |  |
| |      |                                                                              | 1.  | 2.    | 3. |  |
| 1. |      | Ismael Changawa Ruwa Mzai Delmas N'Tcha                                      | 6 4 | 7 63  |    |  |
| 2. |      | Ibrahim Kibet Yego Alexis Klégou                                             | 5 7 | 4 6   |    |  |
| 3. |      | Ismael Changawa Ruwa Mzai / Ibrahim Kibet Yego Alexis Klégou / Delmas N'Tcha | 3 6 | 3 6   |    |  |
| |      |                                                                              |     |       |    |  |
| |      |                                                                              |     |       |    |  |
| |      |                                                                              |     |       |    |  |
| |      |                                                                              |     |       |    |  |
| |      |                                                                              |     |       |    |  |

##### Zápas o sestup: Alžírsko vs. Rwanda
| | Alžírsko | 3 :                                                                                                   | 0   | Rwanda |    |  |
| --- | -------- | --- | --- | ------ | -- |  |
| Smash Tennis Academy, Káhira, Egypt 14. srpna 2021 antuka |          | |     |        |    |  |
| \| \| \| \| 1. \| 2. \| 3. \| \| \| -- \| \| ----------------------------------------------------------------------------------------------------- \| --- \| --- \| -- \| \| \| 1. \| \| Mohamed Amine Aïssa Khelifa Joshua Muhire \| 6 4 \| 6 0 \| \| \| \| 2. \| \| Youcef Rihane Bertin Karenzi \| 6 2 \| 6 2 \| \| \| \| 3. \| \| Mohamed Amine Aïssa Khelifa / Aymen Abderrahmene Ali Moussa Junior Joseph Mfashingabo / Joshua Muhire \| 6 1 \| 6 0 \| \| \| \| \| \| \| \| \| \| \| \| \| \| \| \| \| \| \| \| \| \| \| \| \| \| \| \| \| \| \| \| \| \| \| \| \| \| \| \| \| \| \| |          | |     |        |    |  |
| |          | | 1.  | 2.     | 3. |  |
| 1. |          | Mohamed Amine Aïssa Khelifa Joshua Muhire                                                             | 6 4 | 6 0    |    |  |
| 2. |          | Youcef Rihane Bertin Karenzi                                                                          | 6 2 | 6 2    |    |  |
| 3. |          | Mohamed Amine Aïssa Khelifa / Aymen Abderrahmene Ali Moussa Junior Joseph Mfashingabo / Joshua Muhire | 6 1 | 6 0    |    |  |
| |          | |     |        |    |  |
| |          | |     |        |    |  |
| |          | |     |        |    |  |
| |          | |     |        |    |  |
| |          | |     |        |    |  |

Výsledek
- Benin a Egypt postoupily do baráže 2. světové skupiny 2022
- Ghana a Rwanda sestoupily do 4. skupiny zóny Afriky 2022

### 4. skupina
- Místo konání: Complexe Sportif La Concorde, Brazzaville, Konžská republika (tvrdý)
- Datum: 21.–26. června 2021
- Formát: Deset celků bylo rozděleno do dvou pětičlenných základních bloků. Vítězové bloků následně sehráli barážové zápasy o postup do 3. skupiny africké zóny 2022 s týmy z druhých míst opačného bloku. Družstva z třetích až pátých příček obou bloků se utkala ve vzájemných duelech o konečné pořadí ve skupině.[76]

#### Blok A
|    |          | NAM | BOT | ANG | UGA | CGO | Zápasy | Sety         | Hry            | Pořadí |
| 1  | Namibie  |     | 3–0 | 2–1 | 3–0 | 3–0 | 11–1   | 22–4 (85 %)  | 148–60 (71 %)  | 1.     |
| 6  | Botswana | 0–3 |     | 3–0 | 3–0 | 3–0 | 9–3    | 19–8 (70 %)  | 136–92 (60 %)  | 2.     |
| 10 | Angola   | 1–2 | 0–3 |     | 2–1 | 3–0 | 6–7    | 14–12 (54 %) | 121–112 (52 %) | 3.     |
| 4  | Uganda   | 0–3 | 0–3 | 1–2 |     | 3–0 | 4–8    | 9–17 (35 %)  | 90–122 (42 %)  | 4.     |
| 7  | Kongo    | 0–3 | 0–3 | 0–3 | 0–3 |     | 0–12   | 1–24 (4 %)   | 41–150 (21 %)  | 5.     |

#### Blok B
|   |                   | CIV | NGR | CMR | SEN | GAB | Zápasy | Sety         | Hry            | Pořadí |
| 8 | Pobřeží slonoviny |     | 3–0 | 2–1 | 3–0 | 2–1 | 10–2   | 21–5 (81 %)  | 152–78 (66 %)  | 1.     |
| 2 | Nigérie           | 0–3 |     | 2–1 | 3–0 | 3–0 | 8–4    | 18–10 (64 %) | 134–109 (55 %) | 2.     |
| 3 | Kamerun           | 1–2 | 1–2 |     | 2–1 | 3–0 | 7–5    | 17–12 (59 %) | 141–130 (52 %) | 3.     |
| 9 | Senegal           | 0–3 | 0–3 | 1–2 |     | 3–0 | 4–8    | 8–17 (32 %)  | 99–122 (45 %)  | 4.     |
| 5 | Gabon             | 1–2 | 0–3 | 0–3 | 0–3 |     | 1–11   | 2–22 (8 %)   | 52–139 (27 %)  | 5.     |

#### Baráž
| Pořadí       | tým bloku A | výsledek | tým bloku B       |
| ------------ | ----------- | -------- | ----------------- |
| Postup       | Namibie     | 2–1      | Nigérie           |
| Postup       | Botswana    | 0–2      | Pobřeží slonoviny |
| 5.–6. místo  | Angola      | 0–3      | Kamerun           |
| 7.–8. místo  | Uganda      | 1–2      | Senegal           |
| 9.–10. místo | Kongo       | 0–3      | Gabon             |

##### Zápas o postup: Namibie vs. Nigérie
| | Namibie | 2 :                                                                                             | 1   | Nigérie |     |  |
| --- | ------- | ----------------------------------------------------------------------------------------------- | --- | ------- | --- |  |
| Complexe Sportif La Concorde, Brazzaville, Konžská republika 26. června 2021 tvrdý |         |                                                                                                 |     |         |     |  |
| \| \| \| \| 1. \| 2. \| 3. \| \| \| -- \| \| ----------------------------------------------------------------------------------------------- \| --- \| --- \| --- \| \| \| 1. \| \| Connor Henry Van Schalkwyk Uche Oparaoji \| 0 6 \| 6 2 \| 6 4 \| \| \| 2. \| \| Codie Schalk Van Schalkwyk Joseph Imeh Ubon \| 1 6 \| 2 6 \| \| \| \| 3. \| \| Codie Schalk Van Schalkwyk / Connor Henry Van Schalkwyk Abdul-Mumin Babalola / Joseph Imeh Ubon \| 6 4 \| 6 3 \| \| \| \| \| \| \| \| \| \| \| \| \| \| \| \| \| \| \| \| \| \| \| \| \| \| \| \| \| \| \| \| \| \| \| \| \| \| \| \| \| \| \| |         |                                                                                                 |     |         |     |  |
| |         |                                                                                                 | 1.  | 2.      | 3.  |  |
| 1. |         | Connor Henry Van Schalkwyk Uche Oparaoji                                                        | 0 6 | 6 2     | 6 4 |  |
| 2. |         | Codie Schalk Van Schalkwyk Joseph Imeh Ubon                                                     | 1 6 | 2 6     |     |  |
| 3. |         | Codie Schalk Van Schalkwyk / Connor Henry Van Schalkwyk Abdul-Mumin Babalola / Joseph Imeh Ubon | 6 4 | 6 3     |     |  |
| |         |                                                                                                 |     |         |     |  |
| |         |                                                                                                 |     |         |     |  |
| |         |                                                                                                 |     |         |     |  |
| |         |                                                                                                 |     |         |     |  |
| |         |                                                                                                 |     |         |     |  |

##### Zápas o postup: Pobřeží slonoviny vs. Botswana
| | Pobřeží slonoviny | 2 :                                                                           | 0   | Botswana |     |            |
| --- | ----------------- | ----------------------------------------------------------------------------- | --- | -------- | --- | ---------- |
| Complexe Sportif La Concorde, Brazzaville, Konžská republika 26. června 2021 tvrdý |                   |                                                                               |     |          |     |            |
| \| \| \| \| 1. \| 2. \| 3. \| \| \| -- \| \| ----------------------------------------------------------------------------- \| --- \| --- \| --- \| ---------- \| \| 1. \| \| Abdoulaziz Bationo Denzel Seetso \| 1 6 \| 6 3 \| 6 1 \| \| \| 2. \| \| Eliakim Coulibaly Tsholofelo Tsiang \| 6 0 \| 6 1 \| \| \| \| 3. \| \| Kouadio Guillaume Koffi / Sibi Junior Soumahoro Thato Holmes / Tshepo Mosarwa \| \| \| \| nehrálo se \| \| \| \| \| \| \| \| \| \| \| \| \| \| \| \| \| \| \| \| \| \| \| \| \| \| \| \| \| \| \| \| \| \| \| \| \| \| \| \| \| |                   |                                                                               |     |          |     |            |
| |                   |                                                                               | 1.  | 2.       | 3.  |            |
| 1. |                   | Abdoulaziz Bationo Denzel Seetso                                              | 1 6 | 6 3      | 6 1 |            |
| 2. |                   | Eliakim Coulibaly Tsholofelo Tsiang                                           | 6 0 | 6 1      |     |            |
| 3. |                   | Kouadio Guillaume Koffi / Sibi Junior Soumahoro Thato Holmes / Tshepo Mosarwa |     |          |     | nehrálo se |
| |                   |                                                                               |     |          |     |            |
| |                   |                                                                               |     |          |     |            |
| |                   |                                                                               |     |          |     |            |
| |                   |                                                                               |     |          |     |            |
| |                   |                                                                               |     |          |     |            |

Výsledek
- Namibie a Pobřeží slonoviny postoupily do 3. skupiny zóny Afriky 2022